# 大金川之戰
大金川之戰是指乾隆十二年三月（1747年）辛丑，大金川土司莎羅奔劫持小金川土司澤旺，清廷任命張廣泗爲川陝總督，前往征討大金川，為大小金川之役的開端。戰爭持續到乾隆十四年十月（1749年）。
乾隆十三年春，清军久戰而无功，清廷遂派大学士讷亲为经略，前往督师，起用岳钟琪随行。讷亲不知兵，卻下命限三日取噶尔崖，結果参将贵国良战死。张广泗看輕讷亲，立馬观望，又誤用間諜良爾吉。岳钟琪密報朝廷。乾隆帝得知此事，斩张广泗，又赐死讷亲，再命大学士傅恒为经略。乾隆十四年正月，岳钟琪長驅直入莎罗奔勒烏圍（今四川金川东）大營，莎罗奔出降，仍命其为土司。
乾隆四十年（1775年），又爆發第二次金川之戰。